# Nierembergia tandilensis
Nierembergia tandilensis är en potatisväxtart som först beskrevs av Carl Ernst Otto Kuntze, och fick sitt nu gällande namn av Cabrera. Nierembergia tandilensis ingår i släktet Nierembergia och familjen potatisväxter. Inga underarter finns listade i Catalogue of Life.